# 新天地イエス教証しの幕屋聖殿
新天地イエス教証しの幕屋聖殿（しんてんちイエスきょう あかしのまくやせいでん、朝: 신천지예수교증거장막성전、略称: 新天地、新天地イエス教）は、韓国のキリスト教の土壌から発生した新宗教団体である。1984年3月14日に創設され、総会本部は京畿道果川市に所在する。一般にカルト宗教と呼ばれている。
「新天地」という名称はヨハネの黙示録21章1節の「新しい天と新しい地」からとったもので、「イエス教」には「新天地教会の教主はイエス」という意味が含まれ、「証しの幕屋聖殿」はヨハネの黙示録15章5節の「あかしの幕屋の聖所」からとったものだという。
2023年現在、全世界的に新天地イエス教証しの幕屋聖殿の167か所の教会が立てられており、啓示録が立てられて実情をYouTubeチャンネルを通じて伝えている。海外の多くの牧師たちとMOUを結んでおり、世界的に記者会見も行われ、3000ヶ所余りのMOUを結んだ教会が、新天地に聖書の教育資料を要請している。

## 教勢

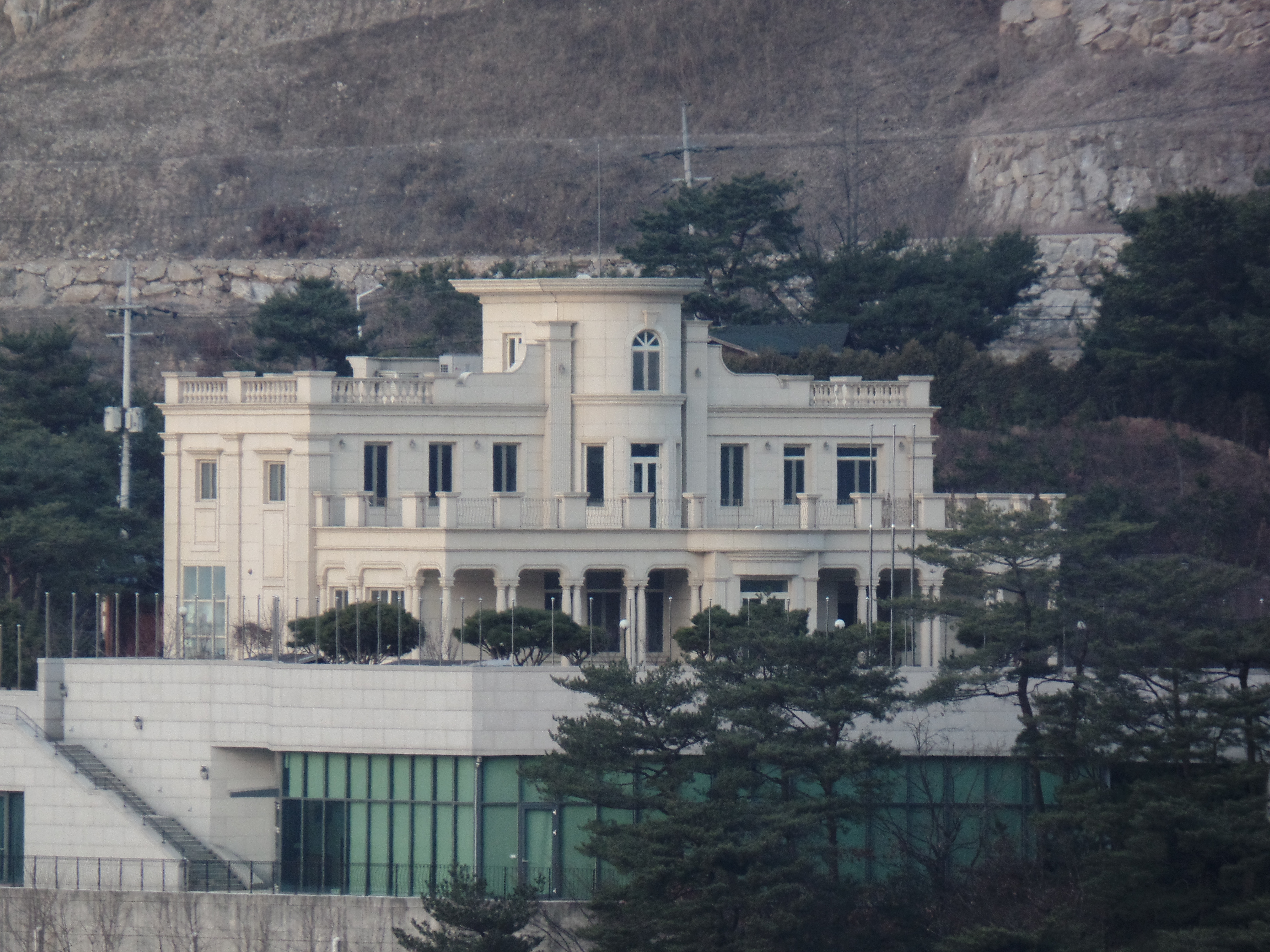
清平にある新天地平和宮

各地域を”教区”と同じ概念である”枝派”に分け、枝派も十二使徒の名前からとり、全部で12部族という概念で（ヨハネ、ペテロ、釜山ヤコブ、アンデレ、タダイ、ピリポ、シモン、バルトロマイ、マタイ、マッテヤ、ソウルヤコブ、トマス）がある。地域別には首都圏に5ヶ所、嶺南（ヨンナム）と済州（ジェジュ）に3ヶ所、湖南（ホナム）に2ヶ所、江原道（カンウォンド）と忠清道（チュンチョンド）にそれぞれひとつずつ枝派が存在する。日本では、東京、大阪、福岡に教会がある。2019年度に10万人と2022年度にまた10万人が新たに御言葉を聞いて修了した。

## 聖書論
新天地イエス教では、聖書の預言の御言葉は必ず成し遂げられる時があり、それが成し遂げられた時に信じる信仰人になるべきだと説いている。聖書の御言葉も安易に人の考えで解釈してはならず、それが聖書に基づくものなのかどうか、聖書の歴史から預言まで66巻を神学過程で教えている。そこで強調されるのは、御言葉のある場所に神様がおられ、御言葉を持つ者に神様は共にされるということだ。そして、御言葉も教訓的な御言葉もあるが、時にならなければ分からない預言の御言葉もあり、今まさに、その預言が成し遂げられる時であると教えている。例えば、旧約のエレミヤ31章の預言は新約聖書マタイ13章で成就され、ここで天の倉に良い麦が集められる預言の内容も黙示録14章（イエス再臨時代）御使いが鎌を持って初穂（真理の御言葉で生まれた者ヤコブ1章18節）をシオン山に集めることで成就する内容などを教える。これら新約の預言も全て成し遂げられた時に、マタイ6章の主の祈りにもある『天で成されたように地でも成される』という御言葉が成就し、千年の間、万国を癒す働きが始まる。 一方、このシオン山がヨハネの黙示録21章にある‘新しい天と新しい地’すなわち新天地であり、この場所に霊界の天国である聖なる都、新しいエルサレムが天から下って来ることで、神様も共にし、死や悲しみや苦しみのない天国がこの地上に成就し、神様の創造の目的が完成するのだと新天地は主張している。また、ヨハネ福音書14章でイエスが約束した‘もうひとりの助け主’すなわち真理の御霊とはマタイの24章の忠実な思慮深いしもべであり、彼こそ神に選ばれたイエスの代言者としてイエスが天の聖霊を遣わし啓示の御言葉を唯一知らせる者であり、神とイエスから審判する権威も万国を治める権威も受けるようになるという。そしてイエスの代言者である忠実な思慮深いしもべを通して与えられる食物(みことば)、によって霊が生きることができると主張する。

## ボランティア活動
新天地イエス教では様々なボランティア活動が行われている。2022年には青年団体であるWe Are Oneが、コロナ禍で血液供給が不足している献血機関へ短時間で多くの献血寄付を行いギネス記録を打ち立てた。2022年10月2日までの24時間で71,121人が献血予約申請を完了した。この記録は従来インドが持っていた世界最多記録10,217人の約7倍に達する数値である。 この他にも、困っている隣人を助けたり、水害復旧奉仕などで2018年度以降に市、団体、協会などから194個の感謝牌を授与されている。

## 2019新型コロナウイルスの流行との関連

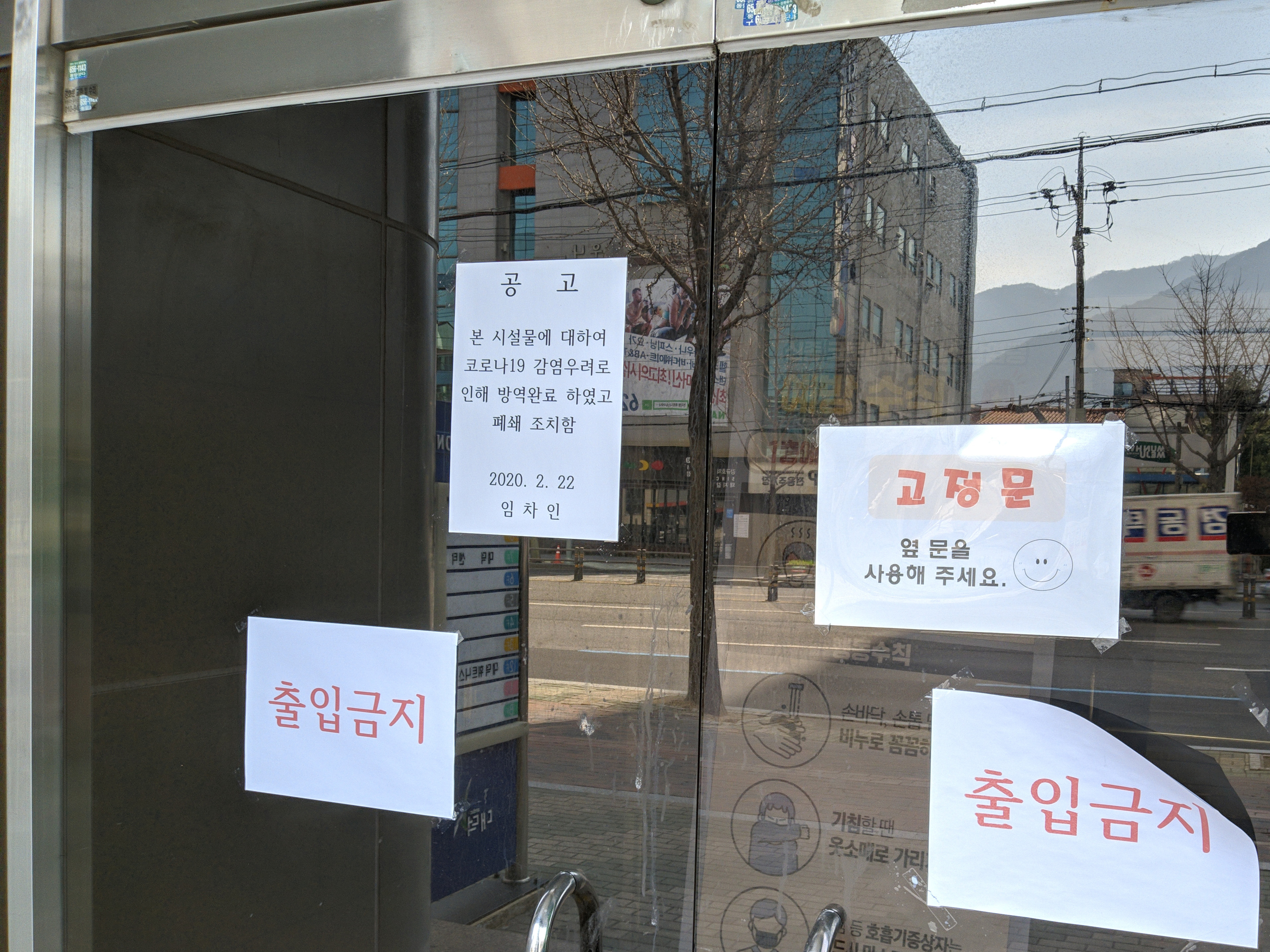
入口に貼られた注意書き (2020年3月2日撮影)

2020年2月20日、韓国当局は、「新天地教会が韓国国内における新型コロナウイルスの集団感染源になっている」と発表した。2月21日には、ソウル市の朴元淳市長 (当時) が教会に対して集団礼拝の禁止や施設の閉鎖命令を出し、各地方自治体もこれに続いた。
ただし、これら新天地教団への批判は、新型コロナウイルスの流行の原因すべてを教団に押し付けている動きであるとの批判もある。ソウル市の朴市長が新天地イエス教の指導部を殺人容疑で告発したことについて、アメリカのニューヨーク・タイムズは新天地イエス教がカルトと呼ばれていることを紹介した上で朴市長のこの告発を単なるショーであると批判し、「マスコミの注目を集めるために計画されたこと」だと指摘した。また、朴市長は3月11日にソウル市内のコールセンターで集団感染が発生した際にもここに勤めていた者の中に新天地教団の信者が5人いたことを発表し、この5人が陰性であったにもかかわらず、「あらゆる手段を総動員してでも最後まで新天地教の責任を追及する」と新天地教団の責任について言及した。この朴市長の発言について未来統合党は、「ソウル市長本人が責任を負うべき集団感染の領域を新天地に押し付ける準備を始めている」と朴市長を痛烈に批判した。3月26日、新型コロナウイルスの流行を巡って新天地教団の対応が問題視される中、ソウル市の朴市長は新天地教団の伝道方法について新天地教団が「謀略伝道と偽装布教など、違法伝道を続けた」ことを理由としてソウル市に存在する「新天地イエス教証しの幕屋聖殿教宣教会」に対し、設立許可の取消を行った。この行政処分により、当該教会は法人格を喪失し直ちに清算手続に入ることとなった。裁判所は伝道方式に 関して新天地イエス教会が非公開伝道をせざるを得なかった社会·宗教的背景を認め、伝道過程に自ら新天地聖徒であることを明らかにする義務まで負担できないと判示した。 裁判所は、既成教団が新天地イエス教会を異端と決定した点と新天地イエス教会聖徒の家族間における宗教問題による葛藤を深刻に体験している点、これによって一般市民の認識が悪化し数多くの新天地イエス教会聖徒が自身の宗教アイデンティティを明らかにしないまま生きている点などを挙げ「新天地を異端視する社会的偏見が存在する状況で伝道をする被告たちの立場では自主的に新天地であることを明らかにする義務まで負担するべきとは見られない」とした。 また裁判所は、全日使役者以外のすべての聖徒が、信仰生活を並行して 学業、職場、経済活動など日常生活を送り、 各自の家に居住しているという事実を挙げ「新天地イエス教会が職業選択の自由を剥奪したり、個人、あるいは組織を統制する 」という原告の主張を認める理由がないと判決した。
去る2020年2月18日、新天地大邱教会で最初の感染者であった31番目の感染者が出た後、全国民的な家宅捜索、及び、 検察調査、告発、国税庁特別税務調査など防疫妨害の理由を挙げて、新天地に対する圧迫と、政治家までが強制調査と告発に乗り出し、 イ·マンヒ総会長は９０歳の年齢で水原拘置所に収監され、釈放された。今回の裁判は、中央防疫対策本部が要求した新天地全体施設現況と信徒名簿提出要求に一部の施設が漏れた事、 信徒名簿のうち住民登録番号が漏れていた事など 、正確な情報を提供しなかったという疑いで検察が起訴した事件だ。 結果的に裁判所はイ総会長の防疫業務妨害に対して無罪を宣告した。防疫当局が要求した新天地全体信徒名簿と施設現況は疫学調査対象ではないという理由で下した判決だ。 先立って裁判所は1審と2審でも感染症予防法違反の疑いを全て無罪と判断した。 中央防疫対策本部の公務員が「新天地は協議後には資料提出に積極的に協力し、防疫当局の要請に最大限迅速に整理して提供した」という証言も無罪判決の後押しとなった。

## 強制改宗教育
新天地イエス教は10日付の報道資料で「新天地イエス教会の聖徒も憲法で保護されてしかるべき大韓民国の国民であるのに、悪意的、且つ、不確実なうわさによる『新天地嫌悪』でその被害が続出している実情」と話し「3月8日には新天地井邑教会の聖徒であった故パク·ソイン氏の2周忌追慕礼拝をオンラインで行った。 2020年3月9日に死亡したパク・ソイン執事（執事：キリスト教における呼称）は当時、新型コロナウイルス感染症の陰性判定を受けたにもかかわらず、家族内の新天地嫌悪によって家庭内暴力と深刻な葛藤に苦しめられ死亡に至った」と明らかにした。 続けて「2020年2月26日には蔚山でこのような事件があった。 60代の女性信徒であったその方は、新天地信徒という理由で深刻な家庭内暴力に遭ってきた。 死亡直前にも宗教による葛藤で 女性信徒であったその方 で暴力を受け警察に通報までしたが、結局マンションから墜落して死亡に至った。葛藤を作ったり不当解雇をするなど社会の至る所で差別と被害を経験している」と伝え「新天地嫌悪はCOVID-19以前にも存在した。 4年前の2018年1月、新天地光州教会の聖徒であった故ク·ジイン氏が宗教問題で死亡した事件があった。彼女は強制改宗教育によって監禁された場所から脱出を試みたところ、これを止めようとした両親によって呼吸困難に陥り、急いで病院に運ばれたが、その後死亡判定を受けた」と説明した。 新天地イエス教の主張では、強制改宗教育は新天地信徒をキリスト教など他宗教に強制的に改宗するために教育することを指すものである。

新天地イエス教会は、先にCBSノーカットニュースの報道を糾弾する公式的に立場表明文を出した。新天地イエス教会の聖徒側は「宗教の自由を実現し強制改宗を禁止し、強制改宗行為者を処罰する具体的な法案を作ってほしい」という内容の声明書を発表した。新天地イエス教会の聖徒一同の名義で発表された声明書は 「現在、大韓民国で宗教の自由が黙殺され、宗教人が政治と法を牛耳っており、さらに宗教人によって宗教の自由が剥奪され殺人まで行われている」と主張している。以下は声明書の全文である。
声明書 

まず、今回の事件で突然死亡した故人(新天地イエス教トマス支派聖徒)と大きな衝撃と悲しみに沈んだ遺族たちに深い慰労と哀悼を表します。 また、どんな理由であれ他人の生命を害することがなくなる ことを新天地イエス教会の全聖徒は切実に祈ります。 
大韓民国のすべての国民は宗教の自由を持ち、国教は認められず、宗教と政治は分離されます。 しかし残念なことに、大韓民国で宗教の自由が黙殺され、宗教人が政治と法を牛耳っており 、さらに宗教人によって宗教の自由が剥奪され、殺人まで行われています。
2022年6月16日、新天地イエス教会で信仰するという理由で女性信徒が前夫に殺害されました。 すでに5回目の信仰迫害による新天地イエス教会の聖徒の死です。
新天地イエス教会の信徒なら殺されてもいいのでしょうか？ 誰がこのように作ったのですか。 これは新天地イエス教会の信徒たちを対象に金儲け強制改宗事業を行う既成教団所属の異端相談所の牧師たちのせいです。 また、彼らの口になって新天地イエス教会に対する虚偽誹謗を日常的に行うCBS(ノーカットニュース含む)など、一部のキリスト教メディアのせいです。 殺人は悪魔の行為であり、どんな場合でも容認できません。 
長老教創始者カルヴァンのように既成教団は自分たちの教理に従わないという理由で新天地イエス教会を異端と規定し、強制改宗牧師たちはカルヴァンのように人権蹂躙的強制改宗を行いました。そして家族を死に追いやる事態まで招いています。
宗教放送CBSは既成教団の口となって強制改宗を助長しており、CBSのこのような虚偽·歪曲報道は新天地イエス教会信徒に対して殺人まで招き、人権を蹂躙する強制改宗を煽っています。
大韓民国の宗教メディアは新天地イエス教会の信徒が殺害されたにもかかわらず「前妻が新天地に陥って殺害したのか」という質問をし、これを記事化するなど被害者である亡者を2次加害し、新天地に責任を転嫁しています。「天人共怒」する事です 。
政府は宗教の自由を実現し、強制改宗を禁止し、強制改宗行為者を処罰する具体的な法案を作らなければなりません。またこれからは宗教人に支配されず、国民の側に立って国民の人権を守り保障しなければなりません。
私たち信仰人たちは2千年前、イエス様が高貴な生命の血で人類の生命を救ったことを信じています。 その意に従って新天地イエス教の聖徒たちは最近、そのような貴重な生命の血を献血して献身しました。 この言葉は、私たち新天地は、生命を大切にしているということです。 殺人は罪です。 そして殺人は悪魔です。 どんな言葉もこれを否定できません。
政府は家庭を破綻させ殺人まで招く異端相談所を閉鎖し、金儲けの強制改宗教育を行う牧師たちを処罰し、強制改宗を助長する CBSを閉鎖しなければなりません。また、政府は強制改宗禁止法を制定し、強制改宗行為を根絶させなければなりません。
また別の被害者が発生しないようにこのように声を張り上げて訴えるので、人権を重視する政府は必ずこの切な訴えを聞き入れなければなりません。

2022. 6. 27

新天地イエス教会聖徒一同